# Stazione di Minoo
La stazione di Minoo (箕面駅?, Minoo-eki) è una stazione delle Ferrovie Hankyū, capolinea della linea Minoo. È particolarmente affollata durante la primavera e l'autunno a causa dei numerosi visitatori che si recano al vicino parco delle cascate di Minoo e alcuni impianti termali.

## Struttura
La stazione è di testa e di superficie, e consiste in due binari con due marciapiedi laterali. Il binario 2 è utilizzato solo per la discesa dal treno, mentre il primo solo per la salita.

### Binari
| 1 | ■Linea Minō | Per Ishibashi e alcuni servizi diretti per Toyonaka・Jūsō・Umeda |
| 2 | ■Linea Minō | Solo discesa                                                     |